# Gustave Beyer
Gustave Beyer (Brussel, 23 juni 1845 - Gent, 1912) was een Belgisch violist, altviolist en componist.
Hij studeerde viool aan het Koninklijk Conservatorium Brussel onder Lambert Meerts en Hubert Léonard. In 1865 werd hij benoemd tot docent viool en altviool aan het Conservatorium Gent. Op 20 september 1898, enkele dagen na het overlijden van conservatoriumdirecteur Adolphe Samuel, werd hij aangewezen als directeur ad interim, een functie die hij net geen maand bekleedde wanneer op 18 oktober Émile Mathieu (1844-1932) als opvolger werd benoemd. Na een carrière van 35 jaar gaat hij in 1900 met pensioen.
Samen met Max Heynderickx, Désiré Van Reysschoot, Jean-Baptiste Rappé, Karel Miry, Edouard Nevejans en Benoit Lagye vormde hij een kamermuziekensemble dat gedurende enkele jaren in de zaal Sodaliteit op de Korte Meer succesvolle concerten gaf. Zij kregen de (Gentse) bijnaam de zeve straven.
Beyer was de zoon van musicus Jean-Sebald Beyer (°1819, Kleinmölsen), die sinds 1842 in Belgische Muziekkapel der Gidsen speelde, en Anne Pleskey afkomstig uit het Boheemse Eger. In 1882 huwde hij met Veurnse Zénaïde Ronse. Zijn echtgenote nam in 1890 de Gentse instrumenten- en partiturenzaak Huis Gevaert over. Beyer werd in 1891 directeur van de Section Instrumentale van de Gentse Cercle Artistique et Littéraire (met César Snoeck als voorzitter) en was ridder in de Leopoldsorde. 

## Composities
- 1868: Six grandes Etudes classiques (viool, onuitgegeven)
- 1870: Noël (solist, koor, piano en orgel, onuitgegeven)
- 1875: Fantaisie (viool en orkest)
- 1878: Solo de concert (viool en piano, onuitgegeven)
- 1880: Ballade (viool en piano)
- 1884: Fantaisie sur des airs suédois (symfonisch orkest, onuitgegeven)
- 1884: Allegro de concert (viool en piano)
- 1884: Fantaisie sur Roméo et Juliette de Gounod (strijkers, piano en orgel, onuitgegeven)
- 1890: Caprice (viool en piano)
- 1893: Mélodie (viool en piano)
- 1894: Adagio et Rondo (viool en piano, onuitgegeven)
- 1894: Gammes et exercices journaliers (viool)
- 1895: Six petits pièces (viool en piano)
- 1896: Les Principes du violon, méthode de violon en cinq cahiers